# 熱夫
熱夫（法語：Jœuf，法語發音：[ʒœf]），法国东北部城市，大东部大区默尔特-摩泽尔省的一个市镇，隶属于布里埃区，其市镇面积为3.18平方公里，2022年1月1日时人口数量为6,509人，在法国城市中排名第1,643位。
热夫位于默尔特-摩泽尔省北部，奥恩河畔，其东侧与摩泽尔省接壤，历史上因当地的钢铁厂而闻名。法国足球运动员米歇尔·普拉蒂尼出生于热夫。

## 地名来源
热夫最初于公元1128年以“Juf”的形式被记载，该名称可能与古罗马人物朱庇特有关。

## 历史

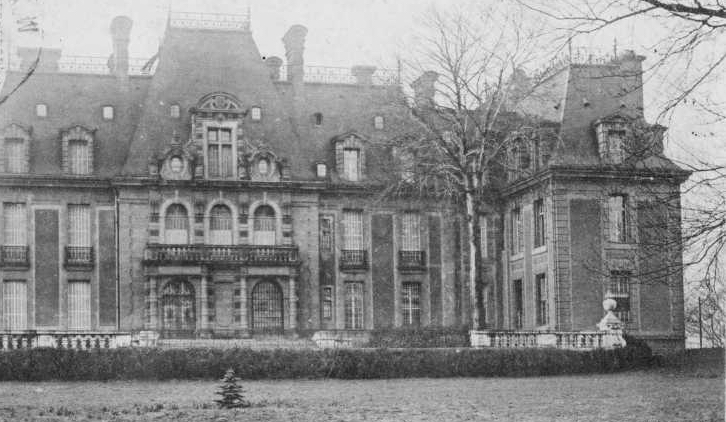
1913年，热夫境内的旺德尔家族城堡

热夫的早期历史尚不清楚，中世纪末期当地曾为洛林公国的一部分。法国大革命后，热夫成为摩泽尔省的一个市镇。1809至1833年间，奥梅库尔曾整体并入热夫。1871年，根据《法兰克福条约》，热夫及其所在的布里埃区被划入新成立的默尔特-摩泽尔省，而原摩泽尔省的其余地区则被普鲁士军队占领。热夫因此成为一座边境市镇，一些来自沦陷区的居民选择安置于此，在普法战争结束后的三年内，热夫的人口数量增加了三倍。19世纪末，随着洛林铁矿的开采，热夫逐渐发展成为一座重工业集镇，当地出产的钢铁被广泛用于法国境内新建的各铁路，而热夫市区则出现了新的棋盘式居民区。1880年，热夫镇中心的圣母教堂建成。1882年，途径热夫的圣伊莱尔欧唐普勒－阿贡当日铁路西段建成通车。一战结束后，热夫所在的默尔特-摩泽尔省得以保留。二战结束后，热夫人口数量一度超过1.2万。二十世纪七十年代，洛林地区爆发煤矿能源危机。此后，热夫人口数量逐年下降，其境内最主要的两家钢铁厂分别于1988年和1989年关闭，当地最后一家钢铁厂则于2003年停止生产。

## 地理

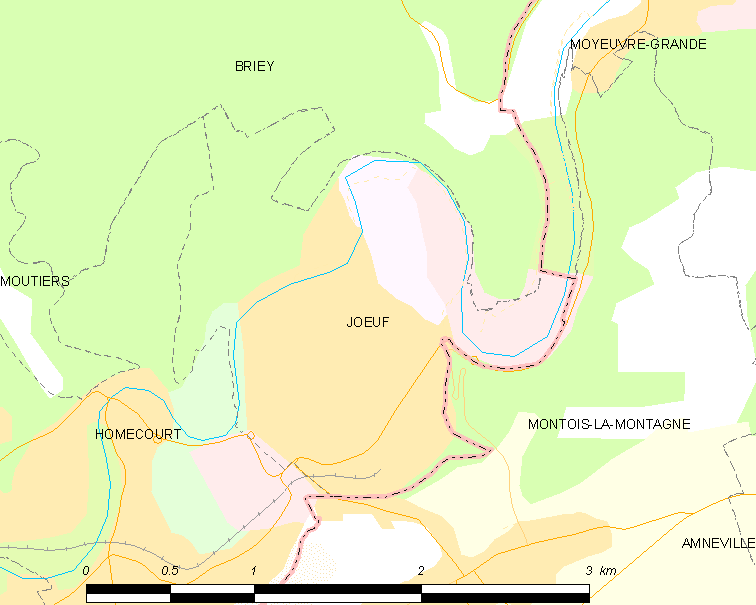
热夫市镇范围地图

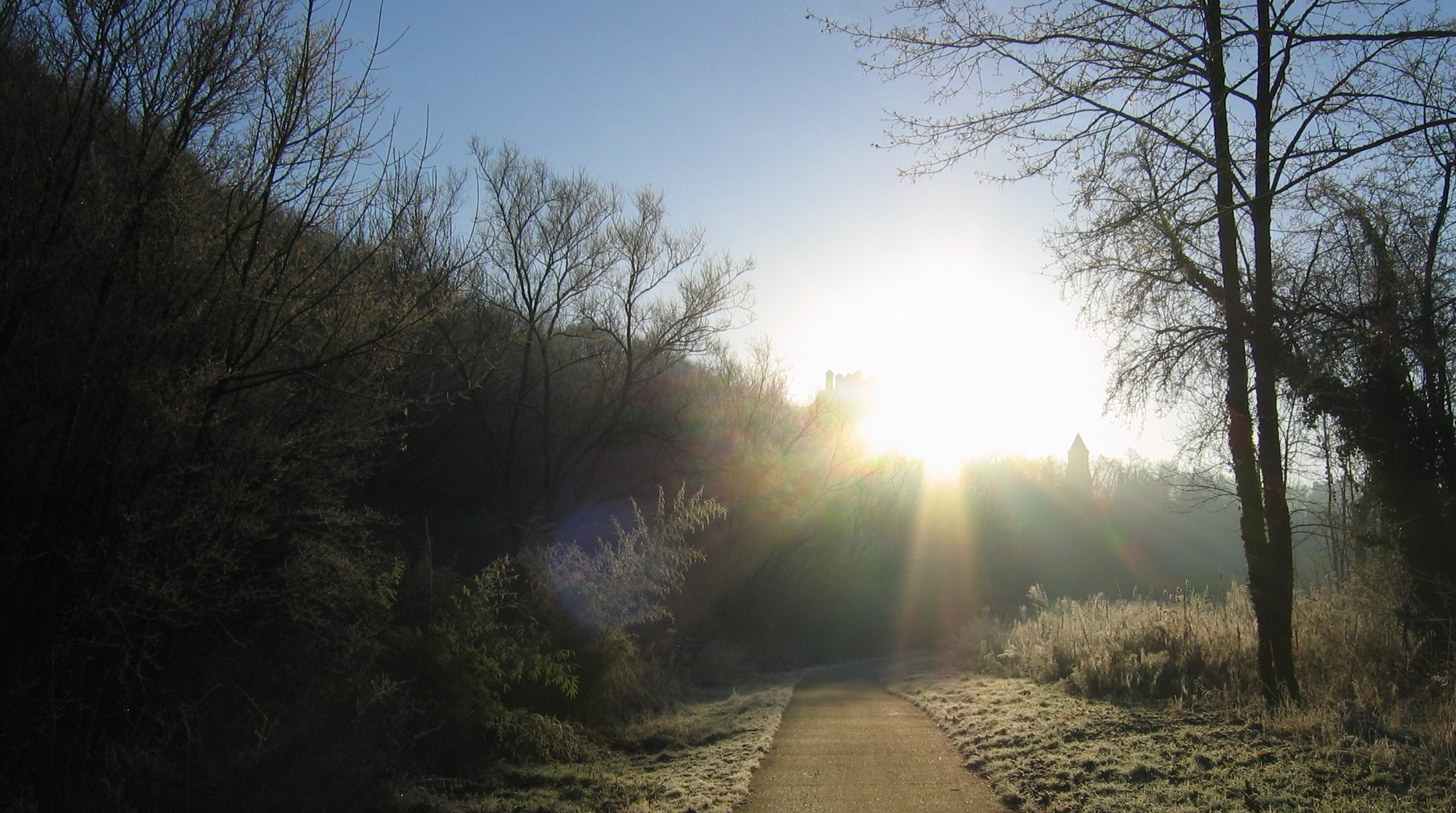
热夫附近的林地

热夫位于法国东北部，大东部大区北部偏东和默尔特-摩泽尔省北部，距离省会南锡大约76公里。与热夫接壤的市镇包括：瓦勒德布里埃、大穆瓦约夫尔、奥梅库尔和蒙图瓦拉蒙塔涅。

### 地形
热夫位于摩泽尔丘陵腹地，境内以浅丘为主，市镇中心自西北部向东南方向抬升，整体地势较为平坦，奥恩河左岸部分区域起伏明显，全境海拔在173到287米之间。

### 水文
热夫位于莱茵河流域范围内，奥恩河自西南向东北蜿蜒流经境内。

### 植被
热夫属于温带阔叶混交林区，林地主要分布于丘陵坡地地区以及河流附近。
在鲜花城市的评比中，热夫被评为2星级鲜花城市。

### 气候
热夫在柯本气候分类法中属于带有大陆性特征的温带海洋性气候。
距离热夫最近的常年气象站位于马朗库尔境内，以下为该气象站的数据（其中日照数据取自梅斯气象站）：
| 马朗库尔 1981年－2019年 | 马朗库尔 1981年－2019年 | 马朗库尔 1981年－2019年 | 马朗库尔 1981年－2019年 | 马朗库尔 1981年－2019年 | 马朗库尔 1981年－2019年 | 马朗库尔 1981年－2019年 | 马朗库尔 1981年－2019年 | 马朗库尔 1981年－2019年 | 马朗库尔 1981年－2019年 | 马朗库尔 1981年－2019年 | 马朗库尔 1981年－2019年 | 马朗库尔 1981年－2019年 | 马朗库尔 1981年－2019年 |
| 月份                    | 1月                     | 2月                     | 3月                     | 4月                     | 5月                     | 6月                     | 7月                     | 8月                     | 9月                     | 10月                    | 11月                    | 12月                    | 全年                    |
| ----------------------- | ----------------------- | ----------------------- | ----------------------- | ----------------------- | ----------------------- | ----------------------- | ----------------------- | ----------------------- | ----------------------- | ----------------------- | ----------------------- | ----------------------- | ----------------------- |
| 历史最高温 °C（°F）     | 15.2 (59.4)             | 19.2 (66.6)             | 23.9 (75.0)             | 27.9 (82.2)             | 32.4 (90.3)             | 35.3 (95.5)             | 36.5 (97.7)             | 38.2 (100.8)            | 32.1 (89.8)             | 26.2 (79.2)             | 19.9 (67.8)             | 15.6 (60.1)             | 38.2 (100.8)            |
| 平均高温 °C（°F）       | 3.5 (38.3)              | 5.2 (41.4)              | 9.8 (49.6)              | 14.1 (57.4)             | 18.6 (65.5)             | 21.7 (71.1)             | 24 (75)                 | 23.6 (74.5)             | 19.1 (66.4)             | 13.8 (56.8)             | 7.7 (45.9)              | 4.1 (39.4)              | 13.8 (56.8)             |
| 日均气温 °C（°F）       | 1.1 (34.0)              | 2 (36)                  | 5.7 (42.3)              | 9 (48)                  | 13.2 (55.8)             | 16.1 (61.0)             | 18.4 (65.1)             | 18.1 (64.6)             | 14.4 (57.9)             | 10.1 (50.2)             | 5 (41)                  | 2 (36)                  | 9.6 (49.3)              |
| 平均低温 °C（°F）       | −1.3 (29.7)             | −1.2 (29.8)             | 1.6 (34.9)              | 3.9 (39.0)              | 7.9 (46.2)              | 10.5 (50.9)             | 12.7 (54.9)             | 12.5 (54.5)             | 9.7 (49.5)              | 6.4 (43.5)              | 2.3 (36.1)              | −0.2 (31.6)             | 5.4 (41.7)              |
| 历史最低温 °C（°F）     | −17.9 (−0.2)            | −15.6 (3.9)             | −14.6 (5.7)             | −6.1 (21.0)             | −1.4 (29.5)             | −0.1 (31.8)             | 2.9 (37.2)              | 2.9 (37.2)              | 1.3 (34.3)              | −3.4 (25.9)             | −10.8 (12.6)            | −15.5 (4.1)             | −17.9 (−0.2)            |
| 平均降水量 mm（）       | 83.5 (3.29)             | 69.8 (2.75)             | 75.5 (2.97)             | 59.5 (2.34)             | 70.6 (2.78)             | 70.7 (2.78)             | 75.7 (2.98)             | 70.6 (2.78)             | 78 (3.1)                | 85.2 (3.35)             | 82.4 (3.24)             | 97.5 (3.84)             | 919 (36.2)              |
| 月均日照時數            | 46.1                    | 73.3                    | 119.8                   | 169.8                   | 173.3                   | 211.7                   | 200.1                   | 186.9                   | 149                     | 104.6                   | 46.5                    | 39.4                    | 1,520.5                 |
| 来源：infoclimat.fr     |                         |                         |                         |                         |                         |                         |                         |                         |                         |                         |                         |                         |                         |

## 行政区划
热夫的市镇编号为54280，邮政编号为54240。
在行政管理方面，热夫隶属于法国大东部大区默尔特-摩泽尔省布里埃区；在地方选举方面，热夫是布里埃地区县的中央投票站所在地，其市镇范围全境被划入默尔特-摩泽尔省第三选区；在社会管理方面，热夫是奥恩洛林汇流市镇公共社区的组成部分。
热夫的格朗德吕-西泰欧特街区（Grand'rue-Cités hautes）实行街区自治制度。截至2022年12月，热夫暂无城市敏感街区以及城市政策优先街区。
法国国家统计与经济研究所（简称）在进行数据统计时，将热夫及相邻的另外五个市镇设为热夫城市核心区，未将热夫划入任何城市区（Aire urbaine）内。自2020年起，热夫被划入包含14个市镇的瓦勒德布里埃城市辐射区内。此外，还将热夫市镇整体看作一个“块区”（IRIS），以便于统计人口分布情况。

## 交通

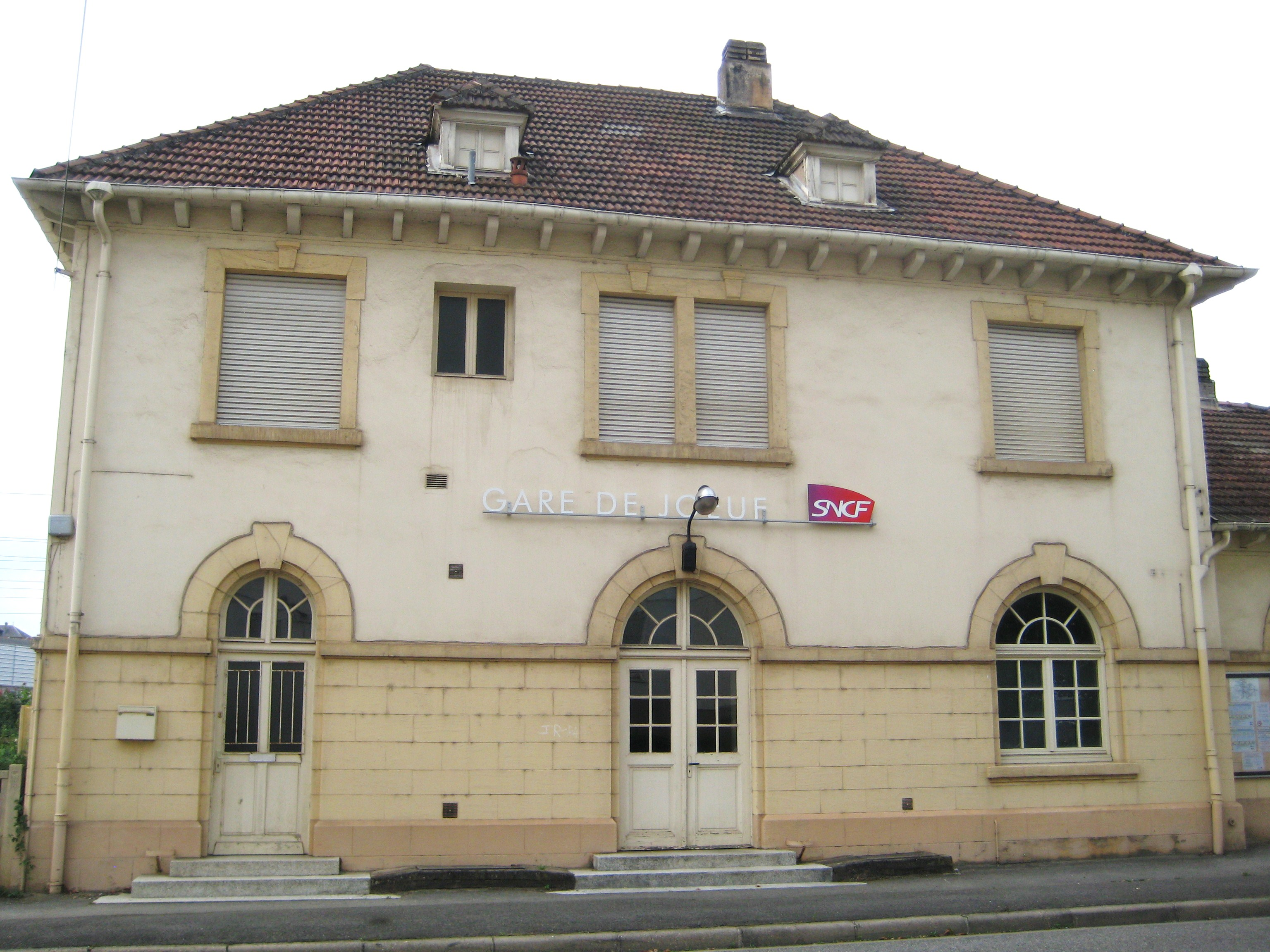
热夫火车站主站房

### 公路
默尔特-摩泽尔省省道D41线和D138线在热夫境内交汇，大东部大区下属的城际客运提供巴士线路，可前往周边部分市镇。
| 32 | 5 |

| 南锡 | 76 |

| 瓦勒德布里埃 | 8 |

| 欧布埃 | 4 |

2019年，68.2%的热夫家庭拥有至少一辆私人汽车。2019年，热夫境内共发生各类交通事故1起，造成1人受伤，其中1人重伤。

### 铁路
热夫位于圣伊莱尔欧唐普勒－阿贡当日铁路上。热夫站位于市区东南部，停靠往返于梅斯和凡尔登一线的区域列车。

### 航空
距离热夫最近的民用航空站为梅斯-南锡洛林机场，距离热夫市中心的公路里程约55公里。

### 城市公共交通
热夫是瓦勒德布里埃城市公共交通（商业名称为）的服务范围，后者是奥恩洛林汇流市镇公共社区的城市公共交通系统。截至2022年12月，该系统共包括三条城市公交线路和六条郊区线路，其中公交Fil2线和L101线经过热夫市区。

## 政治

### 市政内阁
热夫的现任市长为安德烈·科尔扎尼先生（André CORZANI），他是一名左翼无党派人士，在2020年的市政选举中获得了69.17%的支持率。
| 热夫历届市长       | 热夫历届市长                   | 热夫历届市长                     |
| 任期               | 市长                           | 党派                             |
| ------------------ | ------------------------------ | -------------------------------- |
| 1966年以前资料暂缺 |                                |                                  |
| 1966年－1977年     | Henri MARTIN 亨利·马丁         | 不详                             |
| 1977年－1997年     | Colette GOEURIOT 科莱特·戈里奥 | PCF法国共产党                    |
| 1997年－           | André CORZANI 安德烈·科尔扎尼  | PCF法国共产党 →DVG左翼无党派人士 |

### 各级选举
| 热夫历届投票选举结果 | 热夫历届投票选举结果    | 热夫历届投票选举结果 | 热夫历届投票选举结果 | 热夫历届投票选举结果          | 热夫历届投票选举结果 | 热夫历届投票选举结果 | 热夫历届投票选举结果          | 热夫历届投票选举结果 | 热夫历届投票选举结果 |
| 选举项目             | 选举范围                | 选区单位             | 选区单位内的选举结果 | 选区单位内的选举结果          | 选区单位内的选举结果 | 选区单位内的选举结果 | 选区单位内的选举结果          | 选区单位内的选举结果 | 参考资料             |
| 选举项目             | 选举范围                | 选区单位             | 第一轮胜出者         | 第一轮胜出者                  | 支持率               | 第二轮胜出者         | 第二轮胜出者                  | 支持率               | 参考资料             |
| -------------------- | ----------------------- | -------------------- | -------------------- | ----------------------------- | -------------------- | -------------------- | ----------------------------- | -------------------- | -------------------- |
| 2017年法國總統選舉   | 法國                    | 市镇                 |                      | 让-吕克·梅朗雄                | 33.2%                |                      | 埃马纽埃尔·马克龙             | 55.02%               | [ 25 ]               |
| 2017年法国立法选举   | 默尔特-摩泽尔省第三选区 | 市镇                 |                      | 扎格维埃·帕卢什凯维奇         | 25.13%               |                      | 帕特里丝·佐尔福               | 63.19%               | [ 25 ]               |
| 2019年欧洲议会选举   | 法國                    | 市镇                 |                      | 若尔当·巴尔代拉               | 31.42%               | （不适用）           | （不适用）                    | （不适用）           | [ 27 ]               |
| 2021年法国省级选举   | 默尔特-摩泽尔省         | 县                   |                      | 安德烈·科尔扎尼 萝丝玛丽·吕波 | 63.71%               |                      | 安德烈·科尔扎尼 萝丝玛丽·吕波 | 65.16%               | [ 28 ]               |
| 2021年法国省级选举   | 默尔特-摩泽尔省         | 市镇                 |                      | 安德烈·科尔扎尼 萝丝玛丽·吕波 | 73.19%               |                      | 安德烈·科尔扎尼 萝丝玛丽·吕波 | 75.97%               | [ 28 ]               |
| 2021年法国大区选举   | 大東部大區              | 市镇                 |                      | 奥雷莉·菲利佩蒂               | 24.32%               |                      | 埃利亚娜·罗马尼               | 37.97%               | [ 29 ]               |
| 2022年法国总统选举   | 法國                    | 市镇                 |                      | 玛丽娜·勒庞                   | 34.22%               |                      | 玛丽娜·勒庞                   | 58.51%               | [ 25 ]               |
| 2022年法国立法选举   | 默尔特-摩泽尔省第三选区 | 市镇                 |                      | 米丽埃尔·迪雷泽               | 34.07%               |                      | 马尔蒂娜·艾蒂安               | 69.77%               | [ 25 ]               |

## 人口
2020年，热夫市镇人口数量为6,583，在法国排名第1,643位。其中男性3,151人，女性3,419人，75岁及以上人口占13.2%，外籍人口数量为603人，人口密度为2,066人/平方公里，当地居民被称为（男性）或（女性）。2020年，热夫境内出生61人，死亡人口101人。
| 热夫1901年－2019年人口变化情况 |
|                                |
| 数据来源：Cassini、INSEE       |

## 经济
热夫是一个区域性的中心城市。截止2022年12月，热夫市镇范围内共有各类用人单位（包含自雇）561家，平均历史为15年，均为中小型企业（PME），2022年10月至12月间，当地的经济活力指数为0.36%。（钢铁产品加工）、（肉制品加工）及（餐饮）是当地2021年营业额最高的三个企业，分别为2,568,260欧元、711,751欧元和49,451欧元。

## 财政与居民收入
2021年，热夫的财政收入总额为6,871,400欧元，财政支出总额为6,392,110欧元，当年的债务总额为4,204,470欧元。2021年，热夫市镇共获得2,125,057欧元的国家财政补助，比上一年增加了1.44%。
2020年，热夫的人均月收入总额为1,954欧元，其中高级职员为3,203欧元，低于法国平均水平（4,230欧元）；中级职员为2,334欧元，低于法国平均水平（2,411欧元）；普通职员为1,605欧元，亦低于法国平均水平（1,740欧元）。
2019年，热夫境内的青壮年（15至64岁）失业率为20.0%，当地34.6%的家庭拥有纳税资格，平均纳税1,089欧元，低于法国平均水平（3,910欧元）。

## 社会事务

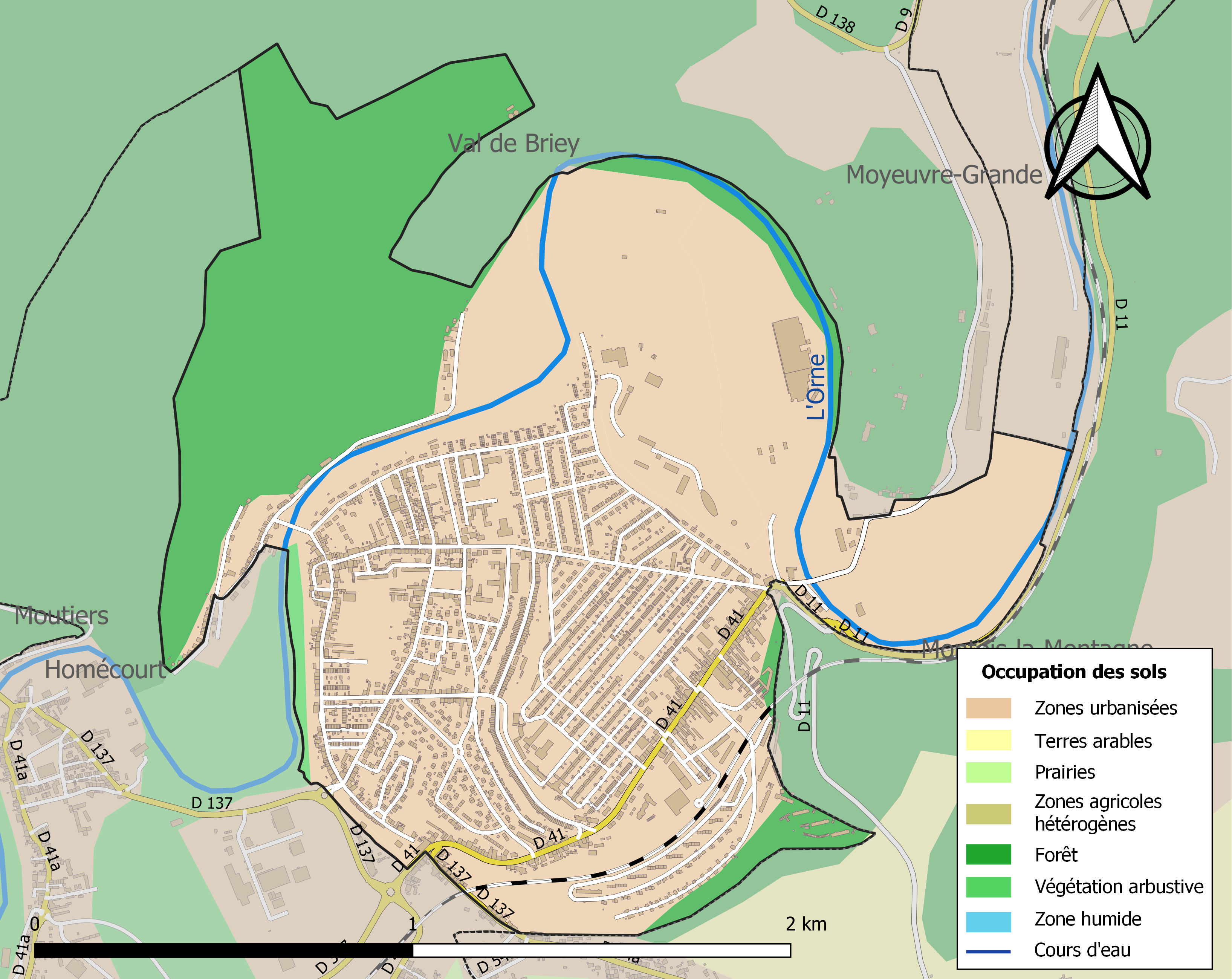
热夫土地利用情况地图

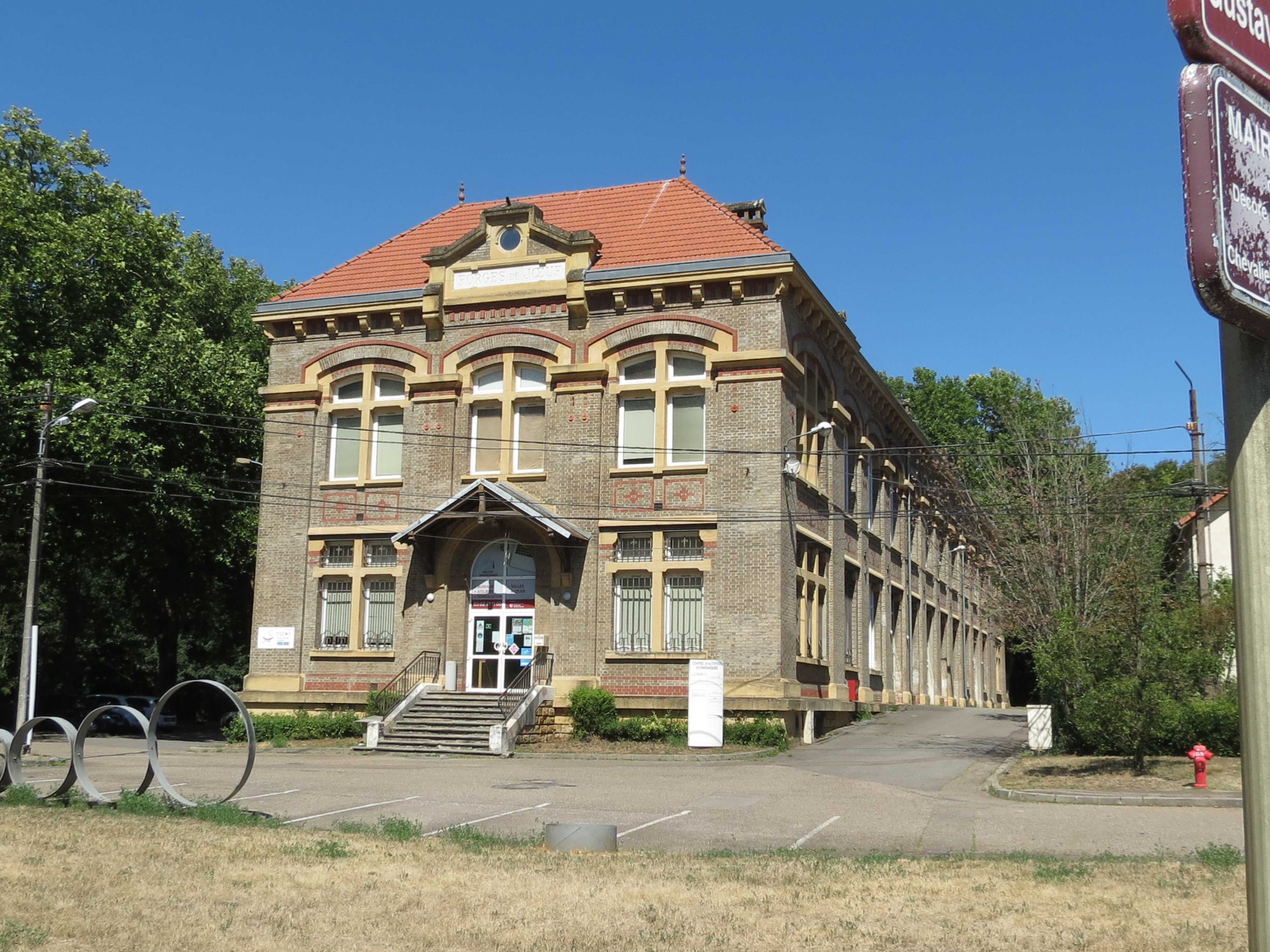
热夫钢铁厂办公楼旧址

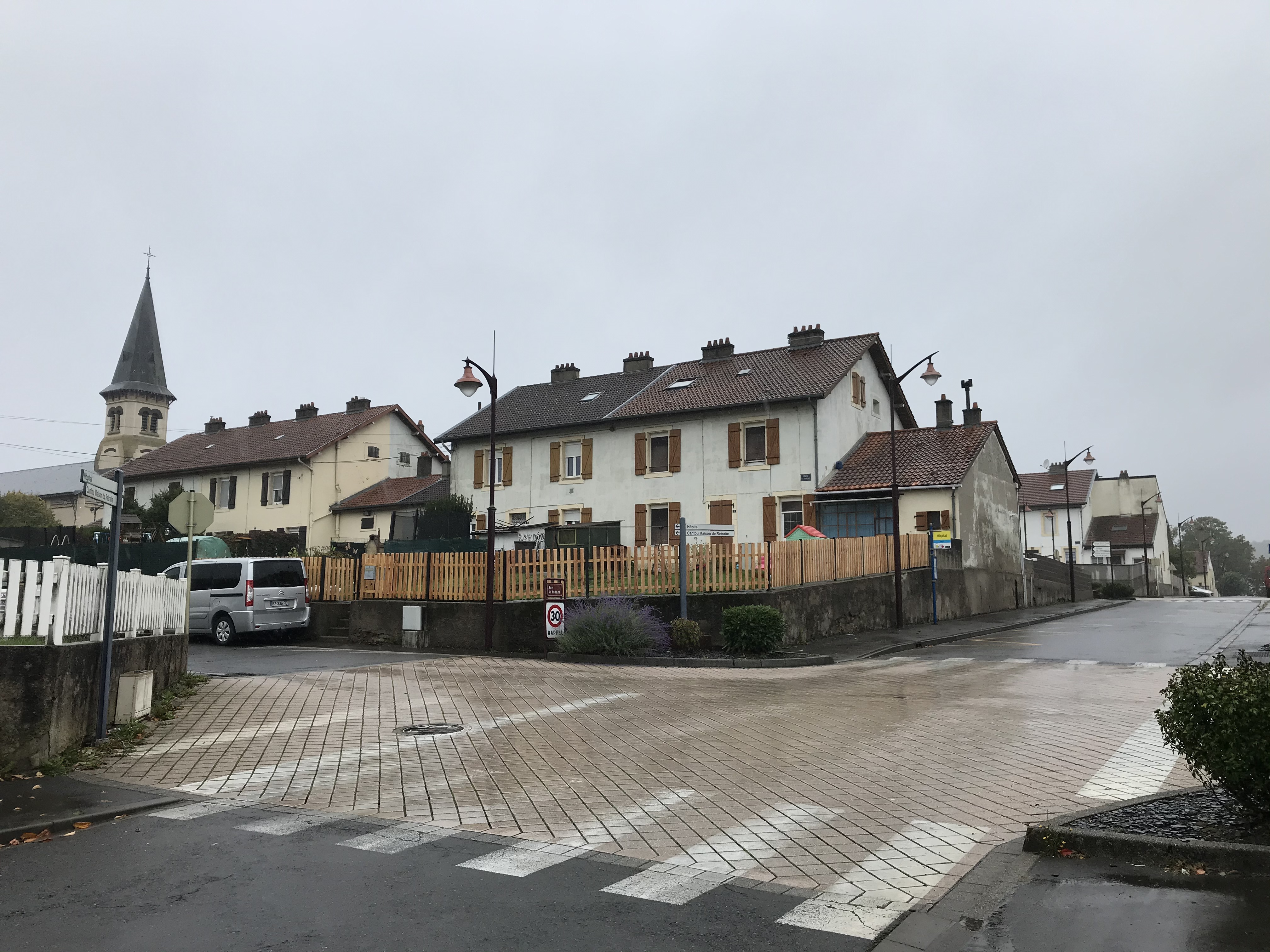
热夫镇中心民居

### 教育
热夫属于南锡-梅斯学区。截止2021年1月1日，热夫境内共有3所幼儿园、3所小学和1所初级中学。2018至2019学年度，热夫境内共有在校中等教育阶段学生414名。

### 医疗
截止2021年1月1日，热夫境内共有全科医生9名、保健师9名、牙医1名、护士11名、眼科医生2名和妇科医生1名。境内共有药房5家。
位于热夫镇中心的让-乔治·阿尔特曼医院（Hôpital Jean-Georges Hartmann）是一个便民医院（hôpital de proximité）。
距离热夫最近的区域性医疗机构为布里埃中心医院（Centre hospitalier de Briey），其主病区马约医院（Hôpital Maillot）位于瓦勒德布里埃，距离热夫市区的正常车程大约12分钟，该院设有床位250个，是当地规模最大的公立综合性医院。

### 住房
2019年，热夫境内共有各类住房3,616套，其中52.9%为独立式居民区，46.6%为集中式居民区。常住房屋占热夫市镇范围内居民建筑总量的88.2%。
在住房保障政策方面，2021年，热夫境内共有845户家庭获得了住房经济补助，受益人数占总人口数量的12.9%，其中769份为房租补助。

### 商业
2021年，热夫境内共有各类实体商铺94家，其中餐厅12家、大型超市2家、面包房5家、肉铺3家、书店1家、银行门店2家、美容美发店11家、汽车维修店3家。市区西南部的奥梅库尔境内建有开放式商业街区。

### 体育
2021年，热夫境内共有1家游泳池、2间体育馆、4处网球场、1处足球或橄榄球场以及1处篮球或排球场。
截至2022年12月，热夫境内暂无任何注册足球俱乐部。

### 环境
热夫的环境事务由其所属的奥恩洛林汇流市镇公共社区联合各级政府协调负责。2021年，热夫境内共有3家污染企业。

### 治安
2021年，热夫市镇范围内有1处派出所。
热夫及其附近的共6个市镇是瓦勒德布里埃警区（zone police de Briey）的管辖范围。2020年，该警区累计记录各类案件945起，其中盗窃类案件376起，经济类案件111起，毒品交易类案件103起。

## 文化

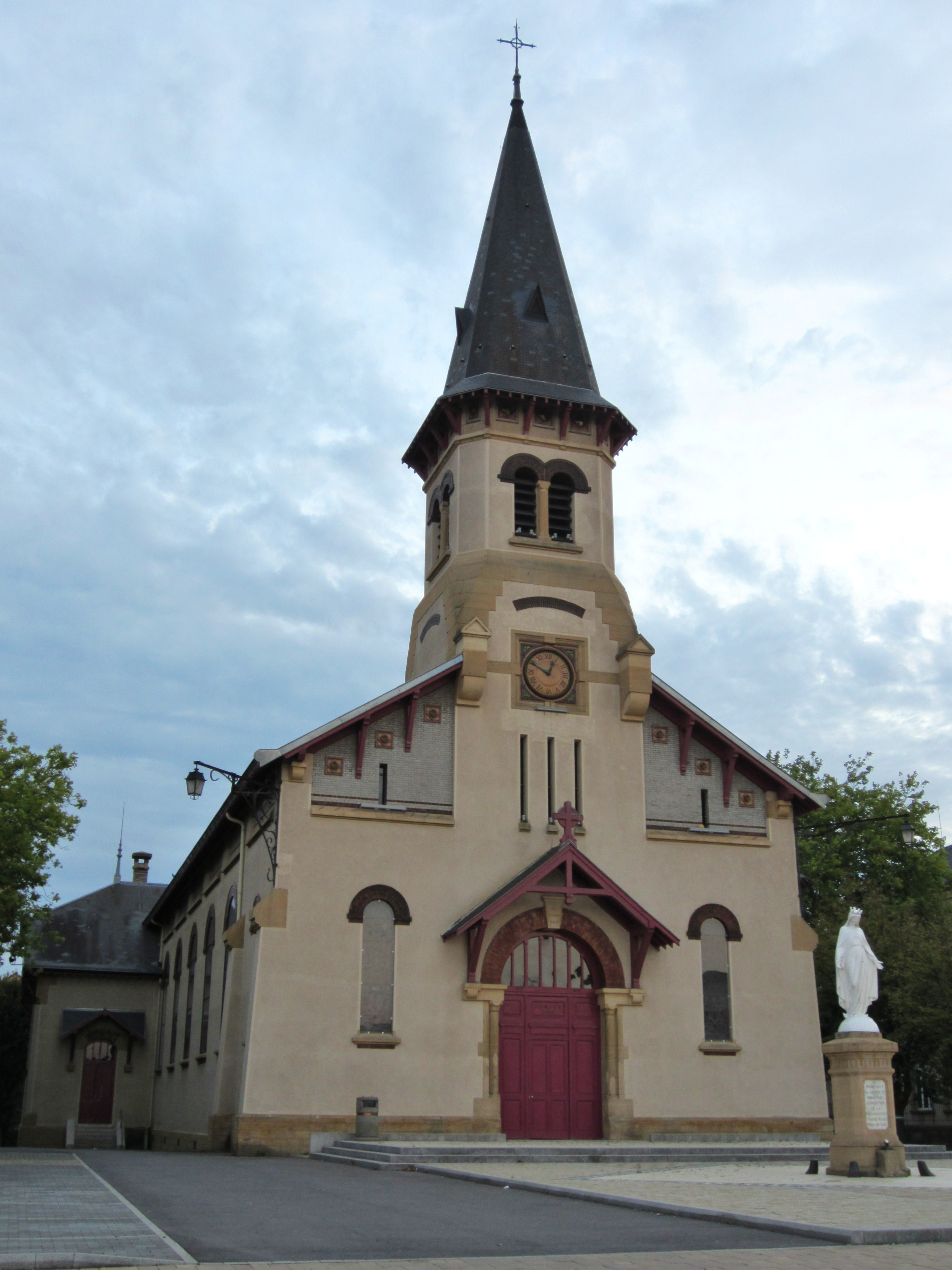
圣母教堂

2021年，热夫境内有1家电影院。热夫境内建有多媒体中心，每周二至六向公众开放。

### 建筑
热夫境内有多处历史建筑，其中镇中心的热夫弗朗什普雷圣母教堂（Église Notre Dame de Franchepré de Jœuf）为法国国家文物保护单位。

### 旅游
热夫的旅游事务由其所属的奥恩洛林汇流市镇公共社区负责。2022年，热夫境内暂无任何游客接待设施。

### 媒体
法国主要的媒体均可在热夫接收，法国电视三台下属的大东部大区频道在部分时段播出热夫所属区域的地方新闻。《东部共和报》、《洛林共和报》、蓝色法兰西北洛林广播等是当地主要的地方性媒体。

## 相关人物
法国足球运动员米歇尔·普拉蒂尼出生于热夫。

## 友好城市
截至2022年12月，热夫共与一座城市互为友好城市关系：
- 義大利 蒙特圣朱斯托